# Fougueyrolles
Fougueyrolles – miejscowość i gmina we Francji, w regionie Nowa Akwitania, w departamencie Dordogne.
Według danych na rok 1990 gminę zamieszkiwały 383 osoby, a gęstość zaludnienia wynosiła 33 osób/km² (wśród 2290 gmin Akwitanii Fougueyrolles plasuje się na 807. miejscu pod względem liczby ludności, natomiast pod względem powierzchni na miejscu 958.).